# Anders Wästfelt
Anders Wästfelt (före 1681 Westeman), född 19 april 1652 i Stockholm, död 9 december 1705 i Karlskrona, var en svensk lagman och häradshövding.

## Biografi
Wästfelt föddes 1652 i Stockholm. Han var son till kämner Anders Eriksson Westeman och Maria Allertz. Wästfelt blev 19 november 1760 student vid Uppsala universitet. Han blev 1675 krigsfiskal vid armen i Skåne och var från 18 december 1680 häradshövding i Bobergs, Gullbergs, Bråbo och Finspånga läns häraders domsaga. Den 4 januari 1681 adlades han till Wästfelt och introducerades 1686 som nummer 1035. Wästfelt avled 1705 i Karlskrona.
Han var lagman från 1700 intill sin död 1705 i Gotlands lagsaga. Adlad 1681.

### Familj
Wästfelt gifte sig 26 augusti 1680 i Stockholm med Maria Ehrenskiöld (död 1700). Hon var dotter till lagmannen Erik Nilsson Ehrenskiöld och Maria Hansdotter. De fick tillsammans barnen Anders Wästfelt (1683–1709), löjtnanten Erik Wästfelt (1684–1751), överstelöjtnanten Gustaf Wästfelt (1686–1752), Johan Wästefelt (född 1688), löjtnanten Claes Wästfelt (död 1711), Christina Wästfelt (född 1696), bergsrådet Nils Wästfelt (1698–1769), kornetten Carl Wästfelt (död 1723), Maria Wästfelt (död 1711), Elisabet Wästfelt (död 1711), Brista Christina Wästfelt (död 1711), Charlotta Wästfelt, Eva Wästfelt och Anna Wästfelt.